# Reichskabinettsrat
Zur Zeit des Nationalsozialismus leitete der Reichskabinettsrat eine Abteilung der Reichskanzlei.

## Hintergrund
Um seine Kompetenzen gegenüber dem in München ansässigen Stab des Stellvertreters des Führers (ab 1941: Partei-Kanzlei) und den Staats- und Reichskommissaren zu erhalten, setzte Hans Heinrich Lammers 1937 organisatorische Veränderungen der Reichskanzlei durch: Der Chef wurde Staatsminister, die Ebene des Staatssekretärs wurde erhalten. Die Referate wurden gebündelt und drei Abteilungen zugeordnet, die von je einem Reichskabinettsrat geleitet wurden.

## Reichskabinettsräte
- Hans Ficker
- Leo Killy
- Hermann von Stutterheim
- Franz Willuhn